# Middleton-on-the-Wolds
Middleton-on-the-Wolds – wieś w Anglii, w hrabstwie East Riding of Yorkshire. Leży 26 km na północny zachód od miasta Hull i 271 km na północ od Londynu. W 2001 miejscowość liczyła 774 mieszkańców.